# Krähenklatsche

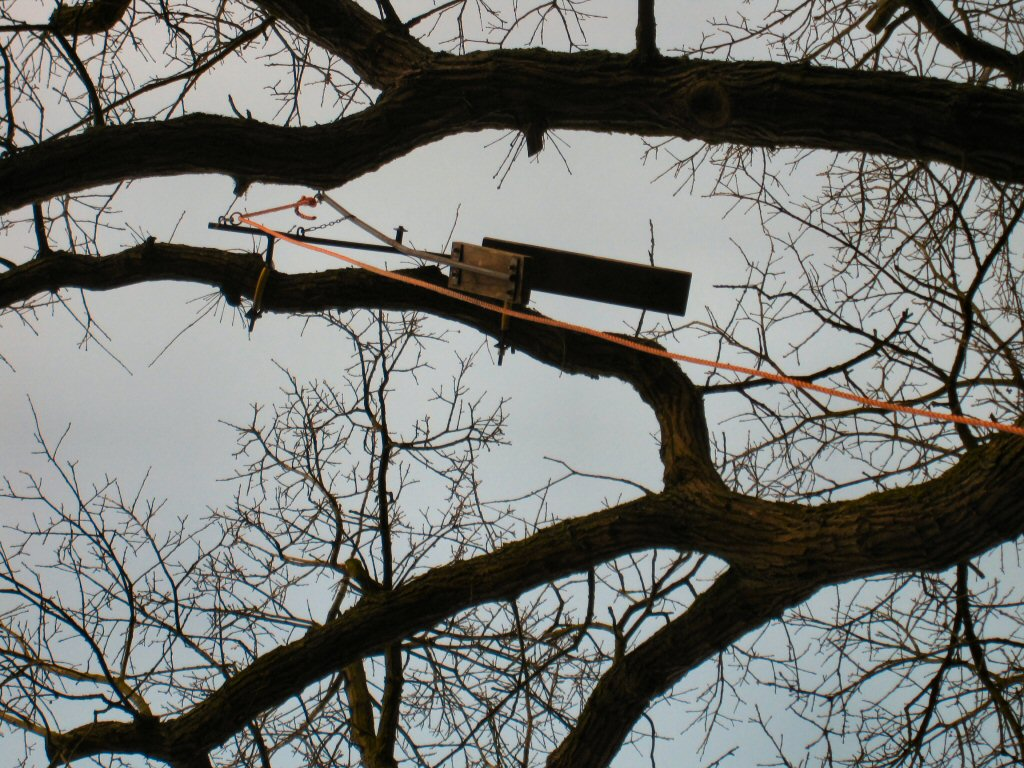
Krähenklatsche

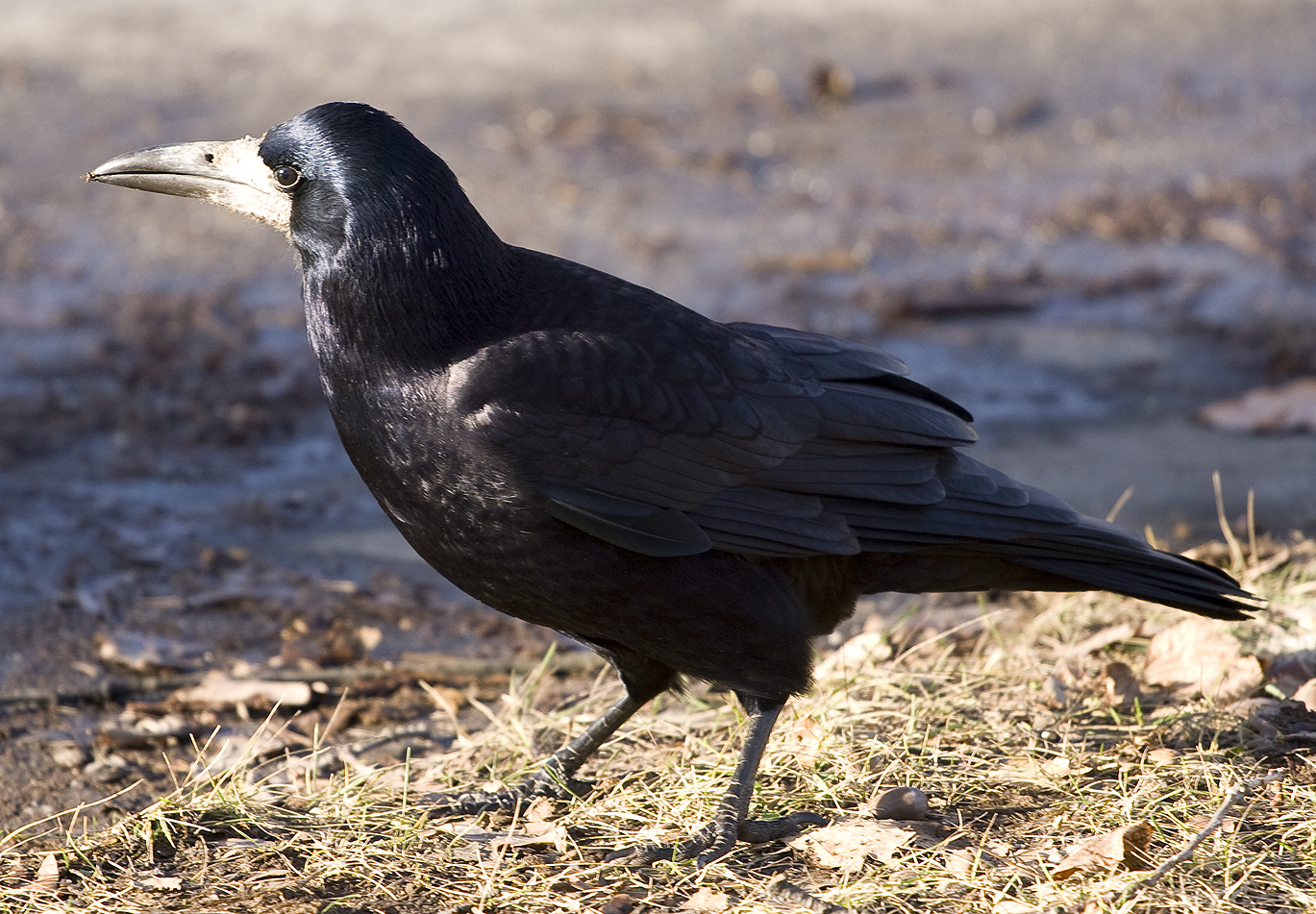
Saatkrähe

Die Krähenklatsche ist eine einfache und kostengünstige Knallvorrichtung zur akustischen Vergrämung von Saatkrähen. Diese Art der akustischen Vergrämung von Vögeln wird in erster Linie in Städten angewendet.

## Funktionsweise
Die Krähenklatsche besteht aus zwei langen flachen Brettern, die mit einem Zugseil verbunden sind. Sie wird so in einer Baumkrone mit Krähennestern aufgehängt, dass das Zugseil in Griffweite über dem Boden hängt. Durch das Ziehen am Seil werden die beiden Bretter zusammengeschlagen, wobei ein lautes Klatschen in der Baumkrone ausgelöst wird. Von dem lauten Geräusch werden die Krähen aufgeschreckt und verlassen für eine mehr oder weniger lange Zeit ihre Plätze im Baum. Im Idealfall suchen sich die Krähen nach einer Weile ein stilleres Plätzchen.

## Einsatz am Beispiel der Stadt Jever
In der friesischen Stadt Jever (Niedersachsen) ist diese Vorrichtung gegen Krähen in mehreren Bäumen im Einsatz. Passanten, Touristen und insbesondere Kinder nutzen diese Selbstbedienungsvorrichtung mit Begeisterung. Der pfiffige Ansatz zur Vertreibung der als Plage empfundenen Krähen brachte zwar nicht ganz den gewünschten Erfolg, entwickelte sich aber zu einer heimlichen Touristenattraktion.
Im Jahr 2008 wurde in Jever eine Krähenpopulation mit 457 Nestern gezählt. Die Tiere halten sich zum Leidwesen eines Großteils der Jeveraner Bürger im Innenstadtbereich innerhalb der Graftanlagen der Altstadt auf. Neben dem Lärm der Vögel stören auch die herabfallenden Exkremente der vielen Tiere. Dieser Umstand führte bei Marktbeschickern und Marktbesuchern auf dem zweimal wöchentlich stattfindenden Wochenmarkt am Kirchplatz zu Verstimmungen. Da die Krähen in Niedersachsen per Gesetz geschützt sind, wurden einige Vertreibungsmethoden ausprobiert, die jedoch nicht den gewünschten Erfolg brachten. Nachdem das Thema bis in den Stadtrat gedrungen war, brachte das Ordnungsamt auf Initiative des ehemaligen Stadtdirektor Ingo Hashagen eine Krähenklatsche in einem der Bäume auf dem Marktplatz an. Während der Marktzeit konnte so durch Klatschen das Problem der herabfallenden Hinterlassenschaften eingedämmt werden. Daraufhin wurden weitere Krähenklatschen an anderen Orten in Jever installiert.